# Louis Killen
Louis Killen o Louisa Jo Killen (10 de enero de 1934 - 9 de agosto de 2013) fue un cantante de folk inglés de Gateshead, Tyneside. Killen formó uno de los primeros clubes de folk de Gran Bretaña en 1958 en Newcastle upon Tyne y se convirtió en un cantante popular profesional en 1961. Killen emigró a los Estados Unidos en 1967, donde trabajó con Pete Seeger antes de unirse a The Clancy Brothers. Unos años antes de su muerte Louis sufrió un cambio de sexo para convertirse en Louisa Jo.

## Discografía
Discos:
- Bright Shining Morning Front Hall FH 006 (1975)
- Old Songs, Old Friends Front Hall FH 012 (1978)
- Steady as She Goes Collector 1928
- Sea Chanteys Esperanto ESP 1085 (1968; 1994)
- Tommy Armstrong of Tyneside Topic Records (1997)
- Ballads and Broadsides Topic Records 12T126 (1965; 2009)
- Gallant Lads Are We Smithsonian Records 1932 (1980)
- Sea Songs Smithsonian Records
- 50 South to 50 South Seaport SPT `02 (1972)
- (con Johnny Handle) Along the Coaly Tyne Topic Records (1971)